# Hermann Kuhmichel

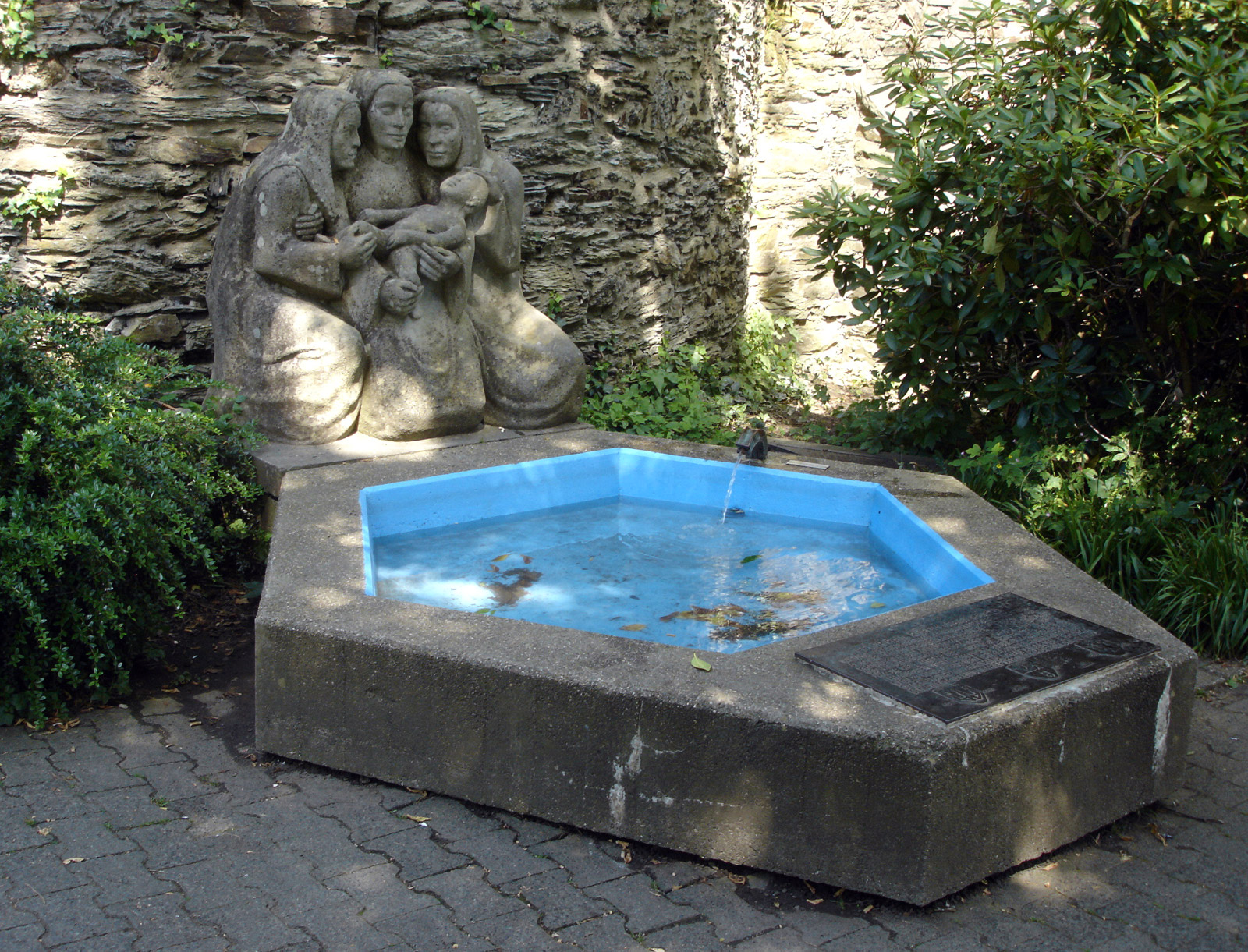
Rubensbrunnen von Hermann Kuhmichel am Oberen Schloss in Siegen

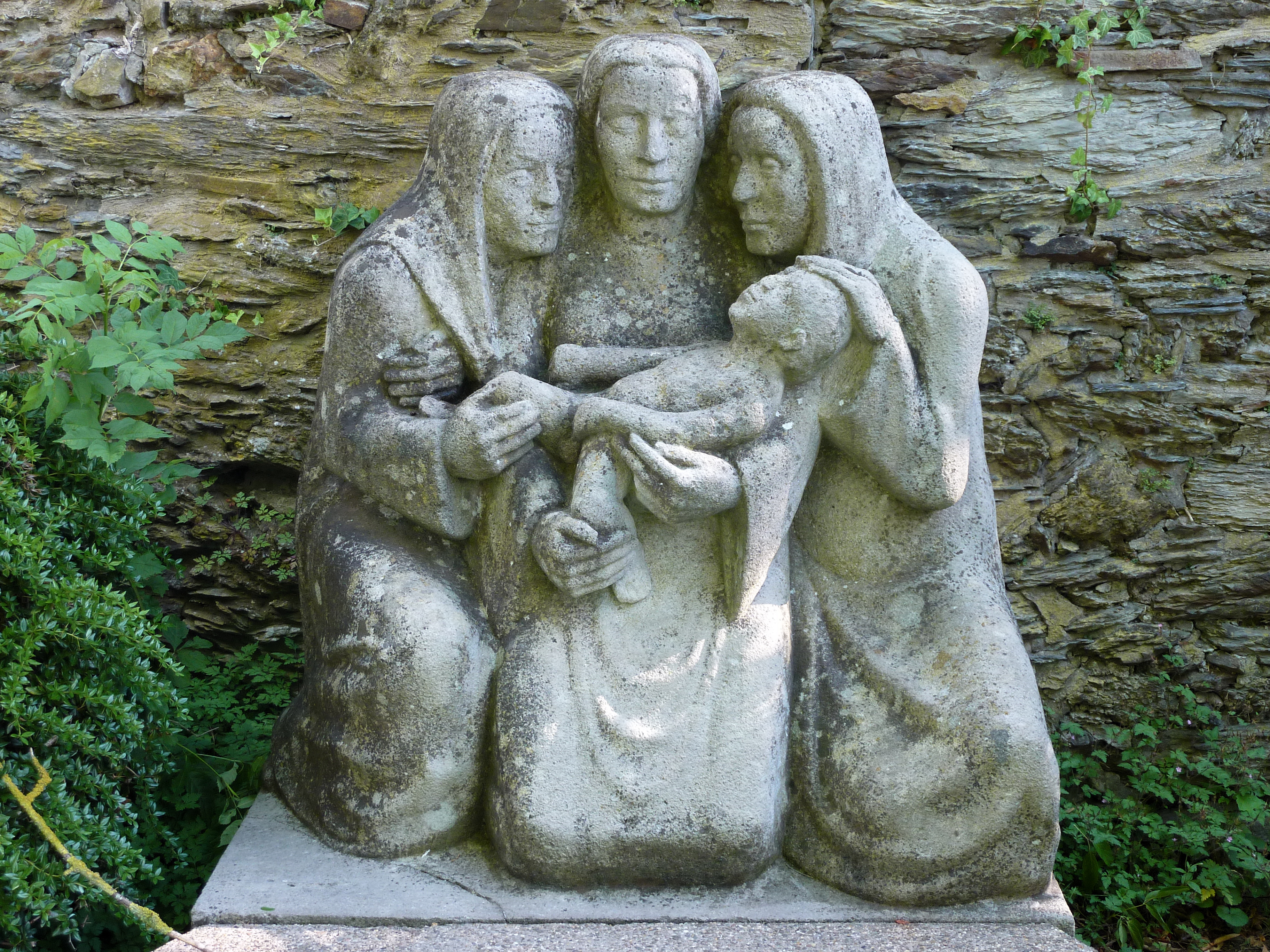
Skulptur des Rubensbrunnens, die drei Städte Antwerpen, Köln und Siegen symbolisierend

Hermann Kuhmichel (* 4. März 1898 in Eiserfeld; † 21. September 1965) war ein deutscher Künstler.

## Leben und Werk
Kuhmichel, Sohn eines Schrotthändlers, war im Ersten Weltkrieg in den Jahren 1917 und 1918 als Soldat an der Front eingesetzt. Nach Kriegsende folgte eine Forstlehre sowie eine Tätigkeit als Gutsverwalter in Meißen. Ab 1927 besuchte er die Kunstgewerbeschule Aachen, wo er die Bildhauerei erlernte.
Nach 1933 erhielt er zahlreiche staatliche Aufträge, darunter den einer Kassette für den Ehrenbürgerbrief der Stadt Siegen für Adolf Hitler oder für die propagandistischen Plastiken „Infanterist“, „Offizier“, „Wehrmachtssoldat“, „Stukas!“. Weitere Werke aus diesen Jahren sind die aus Tuffstein gehauene Statue des Grafen Johann der Mittlere von Nassau-Siegen (1561–1623) im  Park des Oberen Schlosses, die bis zu ihrem Abbau nach Dreiteilung am 17. Oktober 2000 auf dem Kasernengelände auf dem Siegener Heidenberg ihren Platz hatte, und der Kuhmichel-Soldat am Gosenbacher Ehrenmal. Kuhmichel stelle, hieß es 1942 in der Siegener Zeitung, sein „Schöpfertum betont in den Dienst der Zeit“. Ab 1939 eingezogen, verlor er im späteren Kriegsverlauf im Zuge des Luftkriegs sein Atelier und viele seiner Werke.
Nach dem Ende des Nationalsozialismus war er wieder künstlerisch aktiv und schuf viel Neues, darunter Sgraffiti, Eisenguss- und Drahtplastiken sowie Stickbilder. Zu diesen jüngeren Werken gehört das Relief Ausschauende, das bis zum Abriss des Krupp-Hochhauses im Siegener Stadtteil Geisweid in dessen Eingangshalle untergebracht war. Der neue Standort dieses Werkes ist mittlerweile das Rathaus Geisweid. Ferner schuf er das Sgraffito der Wenschtkirche in Geisweid, das Relief Die Rufenden und die Skulptur Der Exklusive. Letztere befindet sich im Geisweider Wohngebiet Wenscht oberhalb des alten Schwanenteichs. Außerdem stammt der 1935 im Park des Siegener Oberen Schlosses errichtete Rubensbrunnen von Kuhmichel.
In Kreuztal ist der Hermann-Kuhmichel-Weg nach ihm benannt.